# Álamos (Sonora)
Álamos es una villa mexicana localizada en el sureste del estado de Sonora. La población es la cabecera y la localidad más habitada del municipio de Álamos. Es un Pueblo Mágico y fue además la primera localidad en obtener este título en el estado de Sonora. Según los datos del Censo de Población y Vivienda realizado en 2020 por el Instituto Nacional de Estadística y Geografía (INEGI), cuenta con una población total de 10,961 habitantes. Es también conocida como: "La Ciudad de los Portales". Fue fundada a finales del siglo XVII al descubrirse una mina de plata en esa región, por el entonces gobernador de Sonora y Sinaloa, Domingo Terán de los Ríos.
Álamos fue una de las primeras localidades con el título de ciudad del antiguo Estado de Occidente, y fue capital de éste de 1827 a 1830. También fue una de las localidades más importantes y ricas del noroeste del país del siglo XVII debido a su valor social y político, dando lugar a importantes movimientos de armas, como el de la batalla de Álamos en 1865, y la batalla de 1866. 
Se encuentra a 650.5 km de la ciudad fronteriza de Heroica Nogales, a 371.7 km de Hermosillo la capital estatal y a 211.6 km de El Fuerte en el estado de Sinaloa.
Álamos actualmente es el principal atractivo histórico de Sonora, ya que es un pueblo con arquitectura colonial pura, por lo que en el año de 2005 fue declarada con el título de "Pueblo Mágico" por la Secretaría de Turismo de México. Desde el 2001 se encuentra en la lista tentativa para ser nombrada "Patrimonio Mundial de la Humanidad" por la Unesco.

## Historia

### Fundación
Álamos fue fundado el 8 de diciembre de 1685 por el antiguo gobernador del Estado de Occidente, Domingo Terán de los Ríos, tras el descubrimiento de minas de plata cerca de la región, estableciéndose inicialmente las minas de Promontorios, La Aduana, Las Cabras, La Quintera y otras de menor importancia. La ciudad fue construida por unos arquitectos provenientes de Andalucía, España, siendo uno de los primeros centros urbanos españoles del Estado de Occidente. El descubrimiento y la explotación de esas minas, condujo a su crecimiento, convirtiéndola en la ciudad más importante y rica del noroeste del país. A partir de su fundación mostró una evidente prosperidad, registró además progresos en el ámbito político, social y cultural. El nombre con el que se le conoció en sus primeros años fue Real de Los Frayles o Real de la Limpia Concepción de los Álamos ya que en la zona, abundan arboledas de álamos. En 1687 estuvo a su paso el misionero jesuita Eusebio Francisco Kino, y ya para 1690, contaba con una casa de ensaye montada por Don Juan Salvador Esquer.
En la década de 1720 se construyó la segunda iglesia por iniciativa del padre Pedro Gabriel de Aragón, misma que fue demolida a finales del siglo XVIII para construir la actual iglesia de la Purísima Concepción, levantada de 1786 a 1821.

### Separación del Estado de Occidente
El Estado de Occidente que también era llamado Sonora y Sinaloa fue establecido en 1824 por la Constitución de 1824 estableciendo un gobierno inicialmente con capital en la ciudad de El Fuerte, después en 1827 el pueblo de Álamos fue declarado capital y perduró con este título hasta el mes de marzo de 1830 cuando fue verificada la separación de Sonora de Sinaloa. Con la separación de estos dos estados, Álamos perteneció a la provincia de Sinaloa, y tiempo después fue anexado al estado de Sonora a solicitud de su ayuntamiento y de sus residentes.
Durante el siglo XIX fue cabecera de su partido y en 1865, por decreto del Archiduque Maximiliano de Austria, se creó el departamento Imperial de Álamos.

### Movimientos militares
En el año de 1865, tuvo lugar la batalla de Álamos durante la Segunda Intervención Francesa en México, en la cual falleció el ilustre general republicano, Antonio Rosales a manos de las tropas del Segundo Imperio Mexicano comandadas por don José María Tranquilino Almada y Quirós, también falleció el coronel y doctor, Don Antonio Molina, miembro también del ejército republicano. La batalla inició el 24 de septiembre de ese mismo año cuando 300 franceses, habían desembarcado y estaban reclutando a los indígenas nativos de la región a sublevarse en contra del Gobierno de Juárez, por lo que Don Antonio partió de Sinaloa el 2 de agosto al mando de 500 efectivos dispuestos a defender la plaza, pero al final terminó proclamándose victoria francesa con más de 80 muertos del lado mexicano.
El 7 de enero de 1866, se enfrentaron Chato Almada y el general republicano Ángel Martínez, resultando vencedor este último, siendo ésta una victoria de suma importancia para la causa de la república en el noroeste de México.

### Crisis minera y restauración del pueblo
En el siglo XIX se comenzaron a agotar sus minas de plata y la población cayó en decadencia, iniciando así una importante emigración. Hasta que en 1948, un lechero proveniente de Pensilvania, llamado William Levant Alcorn, llegó de visita al pueblo, se enamoró de la población y decidió mudarse aquí. Compró la famosa mansión de los Almada, la restauró y la convirtió en el Hotel Los Portales. Alcorn resultó un excelente promotor. Su habilidad para restaurar construcciones coloniales hizo de Álamos en un atractivo turístico y centro de migración de jubilados estadounidenses.

### Valor histórico en la actualidad
La ciudad misma es un monumento, ya que entre sus calles se encierra historia, bajo un estilo muy particular. Enmarcada con un ambiente colonial, con construcciones centenarias y estrechos callejones empedrados. Con construcciones de imponentes arcos y amplios patios cubiertos de vegetación, incluso algunas de sus construcciones centenarias han sido acondicionadas como hoteles, que son el principal atractivo para muchos, es el sabor añejo que conservan y la regia comida servida en sus restaurantes.

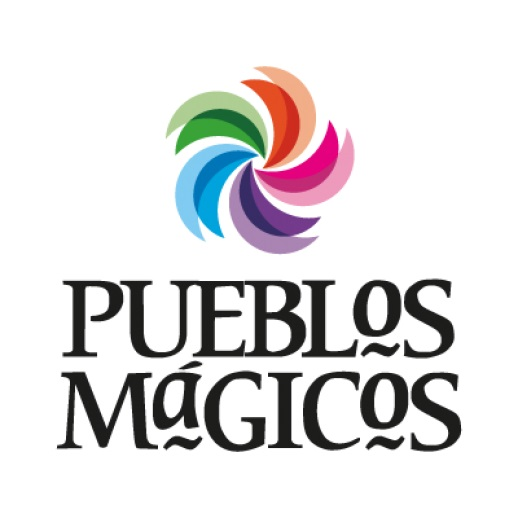
Logotipo del programa "Pueblos mágicos"

Para mantener viva su historia y tradiciones cada año se realizan diversos eventos especiales, como el festival que se realiza en honor del Dr. Alfonso Ortiz Tirado, conocido como "el tenor de América", y que convierte a Álamos en la capital de la cultura en Sonora. También se realizan otros eventos importantes a lo largo del año, como las Fiestas de La Virgen de La Balvanera, el Festival Internacional de Cine "Álamos Mágico" o las Fiestas Patronales de La Inmaculada Concepción.
En el año de 2005, se solicitó a la Secretaría de Turismo de México (SECTUR), incluir al pueblo al "Programa Pueblos Mágicos y Destinos Prioritarios (PROMÁGICO)", ya que con este programa se ayudaría a la preservación de tradiciones seculares, ancestrales, coloniales y del ámbito histórico del pueblo, después de que la SECTUR viera los criterios para que califique a esta categoría y encontrara al pueblo, apto para llevar el nombramiento, se le nombró ese mismo año como "Pueblo mágico".

## Geografía
Álamos se localiza bajo las coordenadas geográficas 27°01'39" de latitud norte y 108°56'24" de longitud oeste del meridiano de Greenwich, a una altura media de 380 metros sobre el nivel del mar, su zona urbana tiene un área de 5.44 kilómetros cuadrados. Se encuentra en el sureste del estado de Sonora, a 650.5 km de la ciudad fronteriza de Heroica Nogales, a 371.7 km de Hermosillo la capital del estatal y a 211.6 km de El Fuerte en el estado de Sinaloa. Es cabecera municipal del Municipio de Álamos, el cual colinda al noreste con el estado de Chihuahua, al sureste con el estado de Sinaloa, al suroeste con el municipio de Huatabampo, al oeste con el de Quiriego y al noroeste con el de Navojoa.
La mayoría de la superficie cercana es de zona accidentada, localizándose el pueblo en la región noreste de su municipio en las zonas semi-planas, donde el terreno está surcado por las derivaciones de la Sierra Madre Occidental. Se destacan las serranías de San Luis, Las Calabazas, Milpillas, Las Tablas, Los Tanques, Álamos y la Higuera.
El río Mayo cruza de oriente a poniente por el municipio, procedente del vecino estado de Chihuahua, el cual es su principal fuente de agua superficial, con sus escurrimientos controlados por la presa Adolfo Ruiz Cortines; el arroyo Promontorios nace en la sierra Álamos con los afluentes de los arroyos Tetajiosa y El Chorro. La cuenca de captación del arroyo Promontorios cuenta con 150 kilómetros cuadrados y sus escurrimientos son controlados por la presa El Veranito. El río Cuchujaqui, que forma parte de una reserva ecológica llamada "Sierra de Álamos-Río Cuchujaqui" decretada en 1996 como Área Natural Protegida (ANP) siendo un Área de Protección de Flora y Fauna, nace en el estado de Chihuahua, teniendo como principales afluentes a los arroyos de Aduana y El Mentidero.

### Clima
Álamos cuenta con un clima semiseco-semicálido, con una temperatura media mensual máxima de 38 °C en el mes de junio y una media mensual mínima de 9 °C de diciembre a febrero; se llegan a tener temperaturas máximas de 44 °C y temperaturas mínimas de 2 °C, además con una media anual de 23.1 °C.
El periodo de lluvias se presenta en los meses de julio, agosto, septiembre, con una precipitación media anual de 710.0 milímetros y en los meses de diciembre y marzo hay períodos de heladas.
| Parámetros climáticos promedio de Álamos, Sonora (1951-2010)                    | Parámetros climáticos promedio de Álamos, Sonora (1951-2010) | Parámetros climáticos promedio de Álamos, Sonora (1951-2010) | Parámetros climáticos promedio de Álamos, Sonora (1951-2010) | Parámetros climáticos promedio de Álamos, Sonora (1951-2010) | Parámetros climáticos promedio de Álamos, Sonora (1951-2010) | Parámetros climáticos promedio de Álamos, Sonora (1951-2010) | Parámetros climáticos promedio de Álamos, Sonora (1951-2010) | Parámetros climáticos promedio de Álamos, Sonora (1951-2010) | Parámetros climáticos promedio de Álamos, Sonora (1951-2010) | Parámetros climáticos promedio de Álamos, Sonora (1951-2010) | Parámetros climáticos promedio de Álamos, Sonora (1951-2010) | Parámetros climáticos promedio de Álamos, Sonora (1951-2010) | Parámetros climáticos promedio de Álamos, Sonora (1951-2010) |
| Mes                                                                             | Ene.                                                         | Feb.                                                         | Mar.                                                         | Abr.                                                         | May.                                                         | Jun.                                                         | Jul.                                                         | Ago.                                                         | Sep.                                                         | Oct.                                                         | Nov.                                                         | Dic.                                                         | Anual                                                        |
| ------------------------------------------------------------------------------- | ------------------------------------------------------------ | ------------------------------------------------------------ | ------------------------------------------------------------ | ------------------------------------------------------------ | ------------------------------------------------------------ | ------------------------------------------------------------ | ------------------------------------------------------------ | ------------------------------------------------------------ | ------------------------------------------------------------ | ------------------------------------------------------------ | ------------------------------------------------------------ | ------------------------------------------------------------ | ------------------------------------------------------------ |
| Temp. máx. abs. (°C)                                                            | 41.5                                                         | 44.0                                                         | 44.0                                                         | 43.0                                                         | 48.0                                                         | 49.5                                                         | 45.5                                                         | 44.0                                                         | 46.0                                                         | 43.0                                                         | 39.0                                                         | 39.0                                                         | 49.5                                                         |
| Temp. máx. media (°C)                                                           | 27.8                                                         | 28.8                                                         | 30.2                                                         | 32.5                                                         | 35.2                                                         | 38.0                                                         | 36.2                                                         | 35.1                                                         | 35.2                                                         | 34.4                                                         | 31.7                                                         | 28.6                                                         | 32.8                                                         |
| Temp. media (°C)                                                                | 18.5                                                         | 19.1                                                         | 20.2                                                         | 22.1                                                         | 24.7                                                         | 28.1                                                         | 28.0                                                         | 27.6                                                         | 26.8                                                         | 24.8                                                         | 21.6                                                         | 19.1                                                         | 23.4                                                         |
| Temp. mín. media (°C)                                                           | 9.2                                                          | 9.5                                                          | 10.2                                                         | 11.6                                                         | 14.1                                                         | 18.2                                                         | 19.8                                                         | 20.1                                                         | 18.4                                                         | 15.2                                                         | 11.5                                                         | 9.5                                                          | 13.9                                                         |
| Temp. mín. abs. (°C)                                                            | 0.0                                                          | -4.0                                                         | 2.0                                                          | 5.0                                                          | 6.5                                                          | 8.0                                                          | 9.0                                                          | 9.5                                                          | 1.3                                                          | 6.5                                                          | 0.4                                                          | 0.0                                                          | -4.0                                                         |
| Precipitación total (mm)                                                        | 35.0                                                         | 17.9                                                         | 17.8                                                         | 1.9                                                          | 3.9                                                          | 25.5                                                         | 184.4                                                        | 198.2                                                        | 86.3                                                         | 53.1                                                         | 26.3                                                         | 37.0                                                         | 687.3                                                        |
| Días de precipitaciones (≥ 0.1 mm)                                              | 2.4                                                          | 1.4                                                          | 1.2                                                          | 0.3                                                          | 0.4                                                          | 2.2                                                          | 12.8                                                         | 11.0                                                         | 6.8                                                          | 3.1                                                          | 1.6                                                          | 2.2                                                          | 45.4                                                         |
| Fuente: Servicio Meteorológico Nacional. Actualizado el 6 de diciembre de 2016. |                                                              |                                                              |                                                              |                                                              |                                                              |                                                              |                                                              |                                                              |                                                              |                                                              |                                                              |                                                              |                                                              |

## Gobierno
Véase también: Gobierno del Municipio de Álamos.
El ayuntamiento del municipio radica en esta ciudad, donde se encuentra el palacio municipal, y está integrado por un presidente municipal, un síndico y seis regidores, elegidos cada tres años.
El pueblo pertenece al VII Distrito Electoral Federal de Sonora que está encabezado por Navojoa y al XXI Distrito Electoral de Sonora con sede en Huatabampo.

## Demografía
| Religiones más frecuentes (censo 2020) | Religiones más frecuentes (censo 2020) | Religiones más frecuentes (censo 2020) | Religiones más frecuentes (censo 2020) | Religiones más frecuentes (censo 2020) |
| -------------------------------------- | -------------------------------------- | -------------------------------------- | -------------------------------------- | -------------------------------------- |
| Religión                               | Religión                               |                                        | Porcentaje                             | Porcentaje                             |
|                                        |                                        |                                        |                                        |                                        |
| Católica                               | Católica                               |                                        | 83.93 %                                | 83.93 %                                |
| Protestante/evangélica                 | Protestante/evangélica                 |                                        | 7.67 %                                 | 7.67 %                                 |
| Otra religión                          | Otra religión                          |                                        | 0.03 %                                 | 0.03 %                                 |
| Ninguna                                | Ninguna                                |                                        | 8.27 %                                 | 8.27 %                                 |

Según el Censo de Población y Vivienda realizado en 2020 realizado por el Instituto Nacional de Estadística y Geografía (INEGI), la villa tiene un total de 10,961 habitantes, de los cuales 5435 son hombres y 5526 son mujeres, con una densidad poblacional de 2,014.88 hab/km². En 2020 había 3989 viviendas, pero de estas 2986 viviendas estaban habitadas, de las cuales 906 estaban bajo el cargo de una mujer. Del total de los habitantes, 47 personas mayores de 3 años (0.43% del total) habla alguna lengua indígena; mientras que 28 habitantes (0.26%) se consideran afromexicanos o afrodescendientes.
El 83.93% de sus pobladores pertenece a la religión católica, el 7.67% es cristiano evangélico/protestante o de alguna variante, el 0.03% profesa otra religión, mientras que el 8.27% no profesa ninguna religión.

### Educación y salud
Según el Censo de Población y Vivienda de 2020; 19 niños de entre 6 y 11 años (0.17% del total), 22 adolescentes de entre 12 y 14 años (0.20%), 506 adolescentes de entre 15 y 17 años (4.62%) y 526 jóvenes de entre 18 y 24 años (4.8%) no asisten a ninguna institución educativa. 340 habitantes de 15 años o más (3.1%) son analfabetas, 355 habitantes de 15 años o más (3.24%) no tienen ningún grado de escolaridad, 737 personas de 15 años o más (6.72%) lograron estudiar la primaria pero no la culminaron, 289 personas de 15 años o más (2.64%) iniciaron la secundaria sin terminarla, teniendo la villa un grado de escolaridad de 9.79.
La cantidad de población que no está afiliada a un servicio de salud es de 1955 personas, es decir, el 17.84% del total, de lo contrario el 82.11% sí cuenta con un seguro médico ya sea público o privado. Según el mismo censo, 532 personas (4.85%) tienen alguna discapacidad o límite motriz para realizar sus actividades diarias, mientras que 150 habitantes (1.37%) poseen algún problema o condición mental.

### Población histórica
Evolución de la cantidad de habitantes desde el evento censal del año 1900:
| Año           | 1900  | 1910  | 1921  | 1930  | 1940  | 1950  | 1960  | 1970  | 1980  | 1990  | 1995  | 2000  | 2005  | 2010  | 2020   |
| Población     | 6,180 | 5,736 | 4,089 | 3,008 | 2,921 | 2,871 | 3,602 | 4,269 | 5,333 | 6,132 | 7,619 | 8,034 | 8,201 | 9,345 | 10,961 |
| Fuente: INEGI |       |       |       |       |       |       |       |       |       |       |       |       |       |       |        |

## Monumentos y sitios históricos de interés

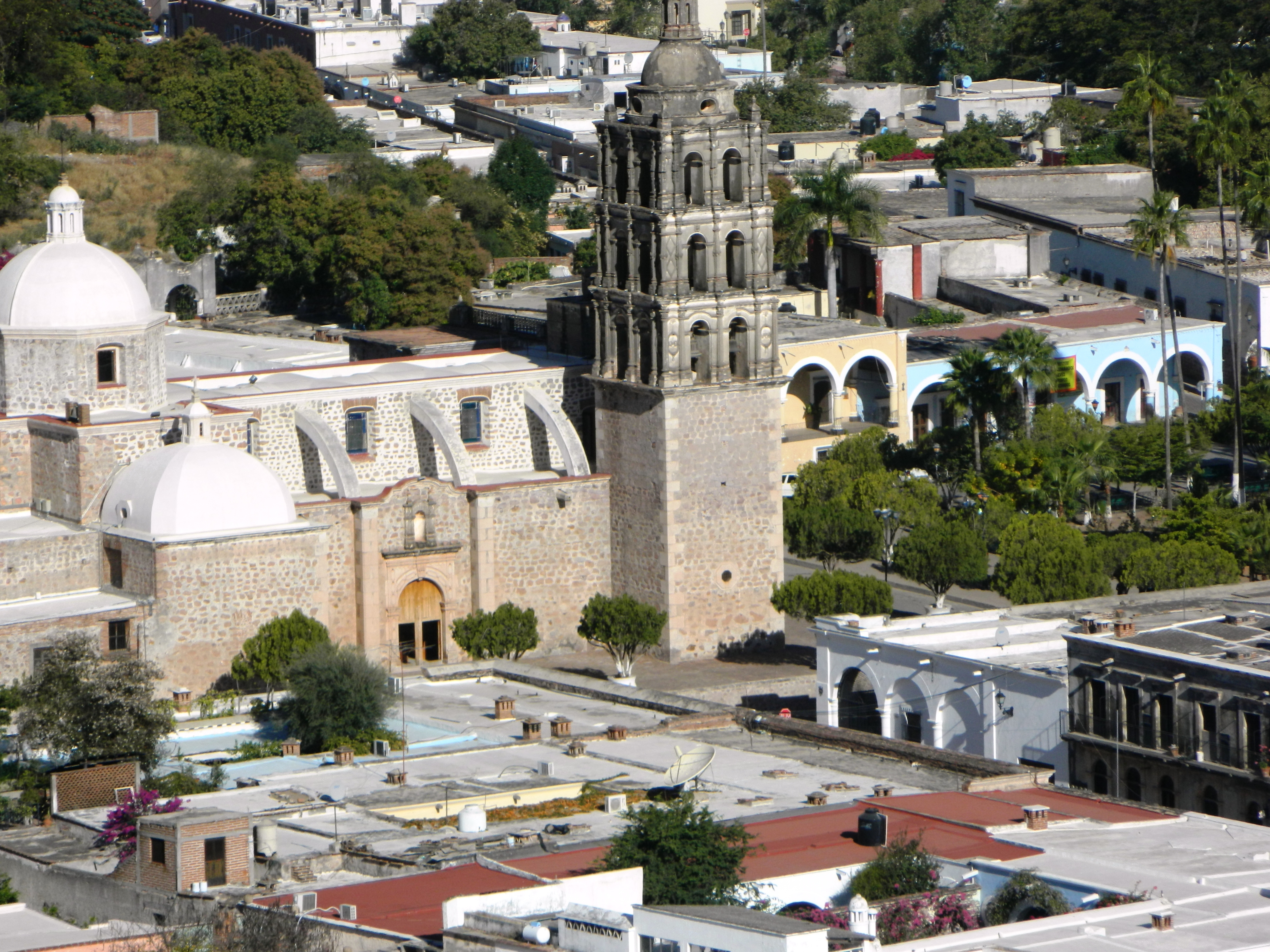
Templo de la Purísima Concepción

Las calles estrechas y empedradas, balcones enrejados, portales, zaguanes, patios y traspatios de las viejas casonas, con jardines de ensueño que rodean el centro histórico, casas y edificios con un toque o estilo arquitectónico colonial.
- La Iglesia de la Purísima Concepción (Álamos) Construida entre 1757-1804, sede del primer obispado sonorense.
- La Plaza de Armas, construida en 1904.
- El Mirador: Vista panorámica del Pueblo, desde el cerro "El Perico".
- La Alameda.

- El Museo Costumbrista de Sonora.

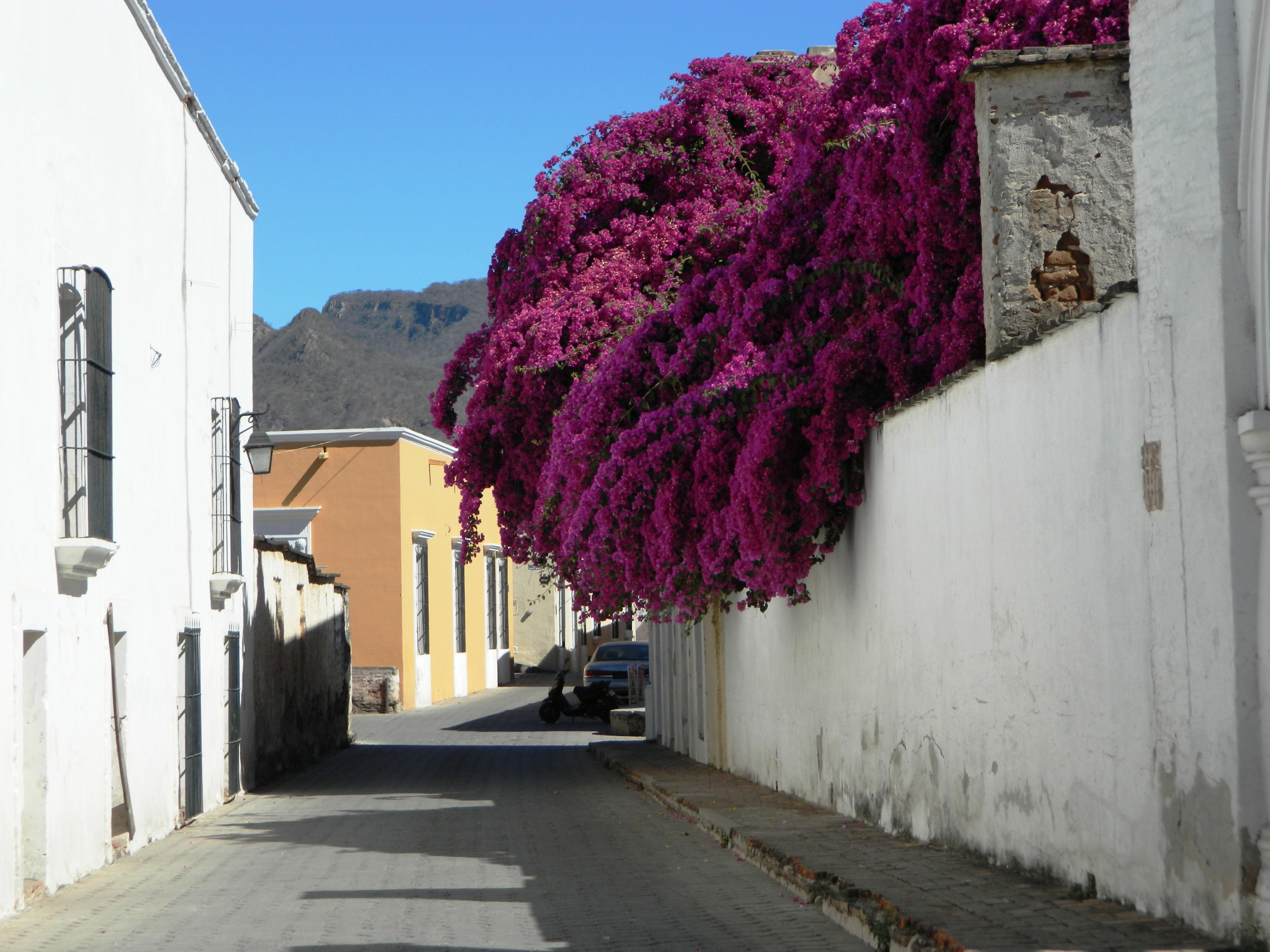
Calles de Álamos adornadas con bugambilias

- El Callejón del Beso. Una de las primeras construcciones del pueblo (1768).

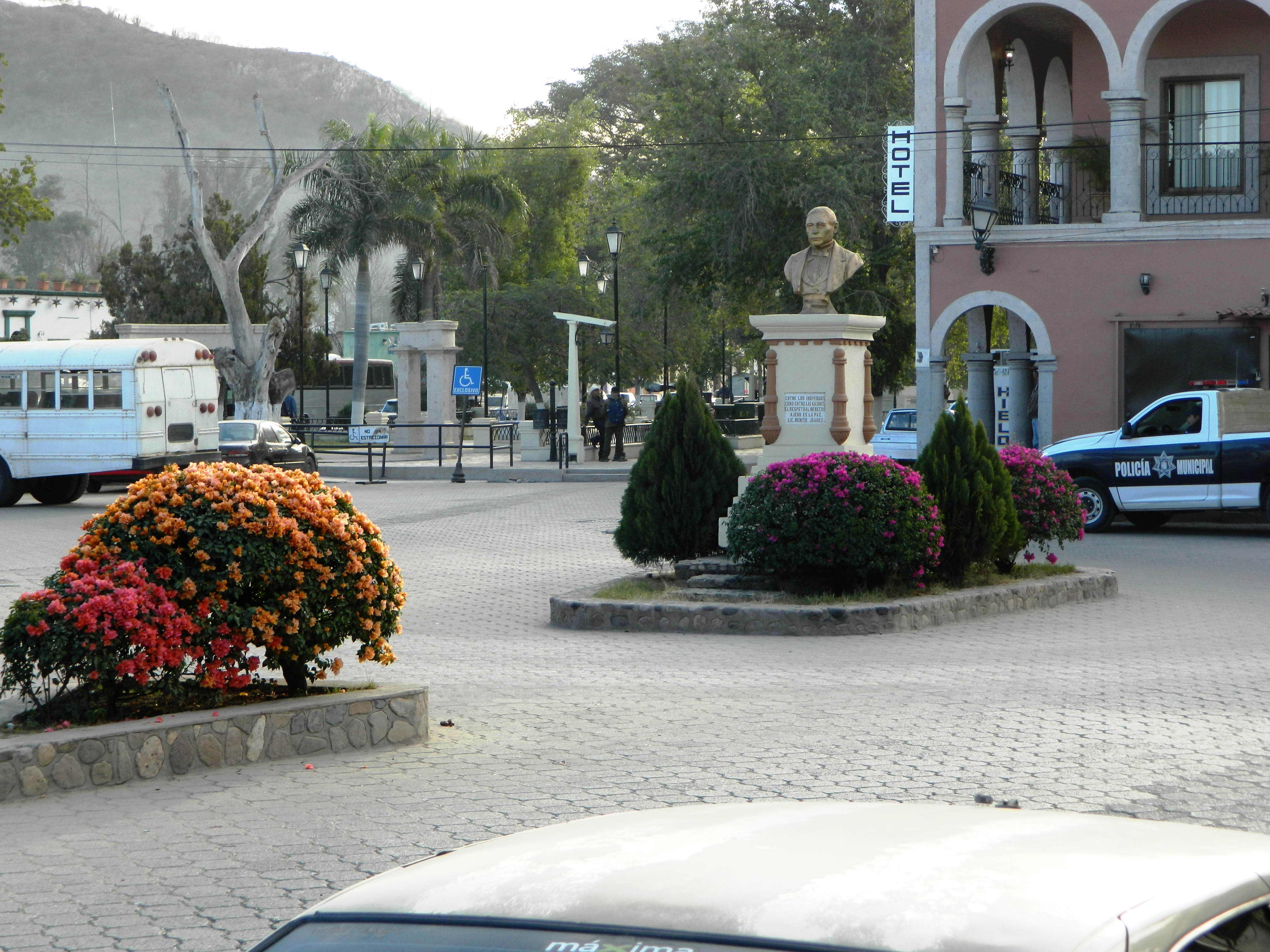
Monumento a Juárez en el Paseo La Alameda, Álamos, Sonora

- EL Palacio Municipal, construido en 1899.
- El Antiguo Panteón Municipal, inaugurado en 1791 y que contiene interesantes tumbas y mausoleos.
- La Casa de Las Delicias, frente al Antiguo Panteón Municipal.
- La Antigua Cárcel Municipal (1750), actual Casa de la Cultura (Álamos).
- La Capilla de Zapopan, que data de 1841.
- La Biblioteca Doctor Alfonso Ortiz Tirado, construida en el siglo XVIII.
- Sierra de Álamos – Río Cuchujaqui: Área Protegida de Flora y Fauna.
- Capilla de la virgen de la Balvanera en el poblado de La Aduana.

## Personajes ilustres
- María Félix: Actriz y Diva del cine mexicano, conocida como "María Bonita" o "La Doña".
- Alfonso Ortiz Tirado: Conocido como el "Tenor de las Américas"; Cada enero-febrero se celebra en su honor el Festival Alfonso Ortiz Tirado (FAOT).
- Severiano Talamante: militar.
- Antonio Almada y Alvarado: diputado de la Primera diputación provincial.
- Arturo Márquez Navarro: compositor, reconocido por utilizar formas y estilos musicales mexicanos e incorporarlos en sus composiciones.
- Fausto Topete: gobernador de Sonora.
- Alejo Bay: gobernador de Sonora.
- Carlos Rodrigo Ortiz: gobernador de Sonora.
- José María Almada y Alvarado: gobernador del Estado de Occidente.[16]
- Félix Zuloaga: presidente de México.
- Ramón Corral: gobernador del estado de Sonora y vicepresidente de México en tiempos de Porfirio Díaz.
- José Rafael Campoy: misionero jesuita.
- Felipe Salido Zayas: ingeniero, militar, educador y senador, también Director de Educación del estado de Sonora, constructor de importantes edificios.
- Roberto Salido Beltrán: piloto del Escuadrón 201.
- Joaquín Murrieta: personaje legendario que cometió diversos crímenes durante la fiebre del oro en California, Estados Unidos también llamado el Robin Hood de El Dorado. Fue popularizado por diversas series de TV y películas como "El Zorro".

## Fiestas y tradiciones
- 18-26 de enero, Festival cultural "Alfonso Ortíz Tirado";[17]
- Marzo, Festival Internacional de Cine Álamos Mágico (FICAM);[18]
- 16 de septiembre Ceremonia del tradicional Grito de Independencia.
- Noviembre, Aniversario del Museo Costumbrista de Sonora;
- 20 de noviembre : Fiestas regionales por la Revolución Mexicana;
- 21 de noviembre, Fiesta patronal en La Aduana en honor a la Virgen de la Balvanera;[19]
- 8 de diciembre: Fiesta patronal en honor a la Purísima Concepción:[20]

## Ciudades hermanas
La ciudad de Álamos está hermanada con las siguientes ciudades alrededor del mundo:
- Scottsdale, Estados Unidos (1971).[21][22]